# سازمان آتش‌نشانی پاریس
سازمان آتش‌نشانی پاریس در سال ۱۷۹۳ تأسیس گردید. این سازمان دارای ۸۱ ایستگاه بوده و ۸۵۵۰ نفر در آن مشغول به کار هستند. سازمان آتش نشانی پاریس مجموعاً" دارای ۴۶۳ فروند خودرو، قایق و بالگرد است. این سازمان شاخه‌ای از بازوی مهندسی ارتش فرانسه است که با داشتن ۸۵۵۰ نیرو بزرگترین سازمان آتش نشانی اروپا و سومین سازمان آتش نشانی دنیا پس از توکیو و نیویورک است. سازمان آتش نشانی پاریس در محلی واقع شده که به راحتی در دسترس رییس پلیس شهر قرار داشته باشد. شعار این سازمان "نجات بده یا نابود شو" می‌باشد. 